# Giorgio Villa
Giorgio Villa (Milano, 26 settembre 1954) è un pilota motonautico e pilota di rally italiano, specializzato nei rally raid, vincitore di un Rally Dakar (1990), categoria camion.

## Biografia
La sua passione per gli sport motoristici comincia negli anni 1970 e nel 1981 esordisce anche nella motonautica.
Ad oggi dedica il tempo libero a sport più "convenzionali" dilettandosi sui campi da golf.

## Palmarès

### Motonautica
| Anno | Categoria          | Mezzo                         | Co-pilota           | Posiz. | Note |
| ---- | ------------------ | ----------------------------- | ------------------- | ------ | ---- |
| 1982 |                    |                               |                     |        |      |
| 1983 | Campione d'Italia  | Offshore classe 1 (16400 cc.) | Maurizio Ambrogetti | 1º     |      |
| 1984 |                    |                               | Maurizio Ambrogetti | 3º     |      |
| 1986 | Campione del mondo | Offshore classe 2             | Luigi Radice        | 1*     |      |

### Camion Rally Dakar
| Anno | Categoria | Mezzo    | Co-pilota         | Pos. Cat. | Pos. Ass. |
| ---- | --------- | -------- | ----------------- | --------- | --------- |
| 1987 | Camion    | Mercedes | Delfino           | 4º        | 37º       |
| 1990 | Camion    | Perlini  | Delfino / Vinante | 1º        | 16º       |